# 石隆门华工起义
石隆门华工起义（1857年）是一起当地华人矿业公司因不满砂拉越布鲁克王朝的政策而发动的起义事件。

## 背景

### 十二公司
十二公司为帽山华人矿工组织，首领为刘善邦。以开发帽山、石隆门、大段、燕窝山、武梭、砂南坡和北历等地的金矿为主。公司仿照三条沟公司的组织架构，除了统筹辖地上的采矿、农耕和商业活动外，也组织矿工建立起武装力量来维持地方上的治安。公司在石隆门形成一个自治村社制度，拥有本身的赏罚制度和律法条规，不受文莱王朝和后来的古晋布鲁克王朝的控制。

### 布鲁克皇朝
布鲁克皇朝创建于1841年，第一位白人拉者为詹姆士·布魯克。詹姆士·布魯克由于帮助汶莱平定内乱、抑制当地土著的暴动和剿灭海盗有功，所以被封为白人拉者。其辖地从Samarahan River一直到的Tanjong Datu，南达山區小流域，只相当于今日砂拉越的第一省。主要经济活动为开采锑、金矿。

## 双方关系
初期十二公司十分欢迎詹姆士·布鲁克的到砂拉越，曾两次遣人在渡头迎接詹姆士。在詹姆士成为拉惹后，双方暗中立约分治。公司获得砂劳越河上游，从巴都吉当地区以上的左手港流域，直至石隆门到砂拉越印尼边境山区地区的控制权。双方度过了整10年的和平时期，期间十二公司完全自治。
适逢荷兰东印度公司和西加里曼丹华人公司大港公司长期斗争，其后大港公司首领出卖组织，秘密与荷兰东印度公司签署合约将辖地转让于后者。这迫使大量华工投靠十二公司，这增加了詹姆士对势力递增的十二公司的忧虑。然而，当时詹姆斯仍忙于平定土著暴动而无暇于对付十二公司。
后来，詹姆士成功平定砂拉越各地土著的叛乱从而巩固势力，开始正式将势力发展到石隆门。詹姆士开始剥夺十二公司直接与外地公司经商的权利、在新尧湾的比利达修建炮台及打击十二公司内部的社会党（如三条沟会和三点会）。这系列活动激怒了十二公司，双方关系决裂。
关于十二公司将造反和攻打古晋的谣言也开始流传出来，詹姆士刚开始也有所防备，然而时间一久，詹姆士开始质疑这谣言而松懈下来。

## 双方战争

### 十二公司偷袭古晋
就在詹姆士松懈不久。十二公司在夜间派遣以王甲为首的六百人武装部队偷袭古晋。他们兵分两路，一路攻打詹姆士的王宫，另一路攻打王宫不远处的炮台。十二公司部队原本希望引爆预先埋置的炸药，以炸死熟睡的詹姆士。岂知他们高估了炸药的威力，此举惊醒了詹姆士。在部队人数甚多的情况下，詹姆士被迫爬过窗户，潜游过砂拉越河到对岸的马来村庄寻求协助。十二公司部队以为被杀死的英国官员尼古勒特斯(H.Nicholetts)就是詹姆士，便鸣金收兵。而另一支攻打炮台的敢死队也取得全胜。古晋落入十二公司手里。
逃跑的詹姆士获得马来社群领袖拿督邦达派人划船护送到三马拉汉，再转往成邦江的鲁巴河河，寻求查尔斯.布鲁克的协助。在半途巧遇正开往古晋的军舰“詹姆士号”，詹姆士登上军舰，与查尔士的军团会合，策划反攻古晋。
三天后，詹姆士还未死的消息很快让王甲等人知晓。为了稳住在古晋英国人和当地马来领袖，王家甲开始召见古晋英国人和马来领袖。王甲宣布古晋落入十二公司的控制，而十二公司的目标是詹姆士而已，并赋予他们重任以安抚民心。王甲也发出詹姆士的通缉令。然而，圣公会大主教麦陀尔的劝告下，王甲忌惮于詹姆士外甥查尔士.布鲁克的重兵，愿意以十二公司的名义写信与查尔士修好，双方互不侵犯。

### 布鲁克皇朝的反击
在第三天，王甲率众撤回帽山以部署抵抗詹姆士的来犯。返回帽山的途中遭遇詹姆士和查尔斯军队的包抄，王甲率领义军退至“第一条沟”处布防。双方在该处展开激战，王甲壮烈牺牲，无数义军被杀。詹姆士顺势带兵进帽山。
刘善邦迅速率领华工撤退至新尧湾山丘最高点筑起第二道防线。詹姆士久攻不下，派出使者讲和。刘善邦信以为真，乐得开怀畅饮。在华工众人喝得酩酊大醉时，詹姆士发动夜袭。刘善邦遇难，百名华工被杀。余众狼狈逃回帽山。
詹姆士军队直指十二公司位于帽山的大本营。帽山的军事防御实际上非常薄弱。加上公司首领及主力军的华工全部阵亡，在群龙无首的情况下剩余的华工只得逃亡边界的山林。詹姆士大军杀至，不分老少妇孺全数杀害。而部分逃进印尼的华工也被当地的荷兰东印度公司部队杀害。也有部分妇孺、老人和小孩逃入武吉杨山麓间的一个山洞，詹姆士军队在洞口生火，洞里人无一生还。现在被当地人称为“鬼洞”。

## 影响
这场战争基本上奠定了布鲁克皇朝在石隆门、帽山等地的势力。十二公司也不复在，其开采的矿地落入布鲁克皇朝的手中。